# Darcy DeMoss
Darcy DeMoss (Los Ángeles, 19 de agosto de 1963) es una actriz estadounidense de cine y televisión, reconocida por sus papeles en las películas Friday the 13th Part VI: Jason Lives, Eden, Erotic Confessions, Can't Buy Me Love, Pale Blood, Stickfighter, Hardbodies, Vice Academy 3 y más recientemente The Onania Club. También apareció en varias producciones de fitness de Ron Harris durante las décadas de 1970 y 1980, presentadas en canales como HBO, Showtime y NBC.

## Filmografía

### Cine y televisión
- 2019 - The Onania Club[4]
- 2016 - ToY
- 2015 - Sharknado 3: Oh Hell No!
- 2014 - Devilish Charm
- 2014 - 666: Kreepy Kerry
- 2009 - Labor Pains
- 2007 - Made in Brooklyn
- 2005 - Starcrossed (corto)
- 1998 - Mad About You
- 1996 - Erotic Confessions
- 1996 - Alien Abduction: Intimate Secrets
- 1995 - A Bucket of Blood
- 1994 - Stickfighter
- 1994 - Hardball
- 1994 - NYPD Blue
- 1994 - USA Up All Night
- 1994 - The Untouchables
- 1993 - Eden
- 1991 - Vice Academy Part 3
- 1990 - Living to Die
- 1990 - Pale Blood
- 1990 - Coldfire
- 1990 - The Bradys
- 1989 - Night Life
- 1989 - I Know My First Name Is Steven
- 1989 - Teen Witch
- 1988 - Perfect People
- 1988 - Full House
- 1987 - Can't Buy Me Love
- 1987 - Return to Horror High
- 1986 - Reform School Girls
- 1986 - Friday the 13th Part VI: Jason Lives
- 1985 - Get Out of My Room
- 1984 - Gimme an 'F'
- 1984 - Body Double
- 1984 - Hardbodies